# Paul Karrer
Paul Karrer (født 21. april 1889 i Moskva, død 18 juni 1971 i Zürich) var en schweizisk organisk kemiker, der er bedst kendt for sit arbejde med vitaminer. Sammen med Walter Haworth vandt han Nobelprisen i kemi i 1937.
Hans tidlige forskning handlede mest om metalkomplekser og plantepigmenter, særligt carotenoider. Han belyste deres emiske struktur og påviste, at nogle af disse stoffer bliver omdannet til vitamin A i kroppen. Hans arbejde ledte også til den rigtige formel for betakaroten.